# Karina Sladović
Karina Sladović (Zagreb, 17. travnja 1965.), hrvatska slikarica i grafičarka.

## Biografija
Rođena je u Zagrebu, gdje je maturirala u Klasičnoj gimnaziji 1983. godine te diplomirala na Nastavničkom odjelu Akademije likovnih umjetnosti 1989. godine, u klasi profesorice Dubravke Babić. Odmah nakon završetka studija objavila je mapu „Vrt“, s Božom Biškupićem. Uža specijalnost joj je duboki tisak, grafičke tehnike bakropis, suha igla i akvatinta, ali se s podjednakim uspjehom bavi i slikarstvom, akvarelom, malom keramikom, performanceom te ilustriranjem knjiga i časopisa. 
U nekoliko navrata je studijski boravila u Parizu, u Cite des Artes. Izlagala je na više od 100 samostalnih i više od 200 kolektivnih izložbi, od kojih su najvažnija sudjelovanja na nekoliko Svjetskih bienala grafike. O njoj je 2007. godine izdana monografija „Fantastični svjetovi Karine Sladović“, autorice dr. Ivanke Reberski. Njene radove čuva Nacionalna i sveučilišna knjižnica u Zagrebu. Od 1990. je samostalna umjetnica, članica Hrvatske zajednice samostalnih umjetnika (HZSU), Hrvatskog društva likovnih umjetnika (HDLU) i Zadruge likovnih umjetnika Hrvatske (LIKUM). Živi i radi u Zagrebu.

## Najznačajnija priznanja
- 1997. Stockholm, Švedska, Art addiction international prize most talentd artist/DIPLOMA
- 1997. Stockholm, Švedska, 1st international drawing contest world of art/DIPLOMA
- 1998. Raciborz, Poljska, I Miedzynarodnowego bienale/DIPLOMA
- 2000. Raciborz, Poljska, II Miedzynarodnowego bienale/DIPLOMA
- 2002. Kochi, Japan, The 5th Kochi International Triennal Exhibition of Prints/CERTIFICATE OF MERIT
- 2004. Seoul, Koreja, The 13th Seoul Space International Print Biennale/SPACE GRAND PRIZE
- 2005. Kochi, Japan, The 6th Kochi International triennial exhibition of Prints/CERTIFICATE OF MERIT

## Vanjske poveznice
- vlastite službene stranice  Arhivirana inačica izvorne stranice od 13. prosinca 2009. (Wayback Machine)
- Hrvatska znanstvena biografija
- Dekor online design  Arhivirana inačica izvorne stranice od 13. prosinca 2009. (Wayback Machine)